# Hakuna Matata (lied)
Hakuna Matata is een nummer uit de Disney-tekenfilm The Lion King (1994). De tekst is geschreven door Tim Rice, waarna Elton John er de muziek bij schreef.
In het lied vertellen Timon en Pumbaa in het kort hun levensverhalen. Ze halen daarbij de kreet hakuna matata aan, wat Swahili is voor "maak je geen zorgen". Ten slotte zingt ook Simba mee als derde stem.
Het nummer is in verschillende talen uitgebracht, zoals het Engels, Nederlands, Duits, Frans en Spaans. Door deze bekendheid wordt de uitdrukking vaak door toeristen gebruikt, waardoor ze steeds meer voorkomt in Tanzania, Zanzibar en Kenia.

## Jimmy Cliff & Lebo M-versie
Omdat het muziekstukje zo populair werd, brachten in 1995 Jimmy Cliff en Lebo M het lied uit op single. Het nummer bereikte de elfde plaats in de Nederlandse Top 40 en de 46e plaats in de Vlaamse Ultratop 50.